# Pemberley (mini-série)
Pour les articles homonymes, voir Pemberley.
Pemberley (Death Comes to Pemberley en anglais) est une adaptation pour la BBC de La mort s'invite à Pemberley, roman de P. D. James paru en 2011, qui se présente comme une suite criminelle d'Orgueil et Préjugés de Jane Austen, et dont l'action se déroule essentiellement à Pemberley, le domaine de Mr Darcy, six ans après son mariage avec Elizabeth Bennet.
Les rôles principaux sont tenus par Anna Maxwell Martin (Elizabeth), Matthew Rhys (Darcy) et Matthew Goode (Wickham).
Le tournage, débuté en juin 2013, s'est essentiellement déroulé dans le Yorkshire et le Derbyshire.
Trois country houses ont été mises à contribution pour représenter Pemberley. La plupart des scènes situées à l'intérieur furent tournées au château Howard et à Harewood House, quelques-unes dans Chatsworth House ; mais tous les extérieurs de Pemberley furent filmés à Chatsworth House. La série a été diffusée pour la première fois sur BBC One en trois épisodes, les 26, 27 et 28 décembre 2013. La version commercialisée en France (VOSTF) se présente en deux parties de 90 min.

## Synopsis
Octobre 1803, veille fébrile du grand bal annuel de Pemberley, dit « Bal de Lady Anne », qu'Elizabeth a remis à l'honneur. Elle et Darcy sont heureusement mariés depuis six ans. Ils ont un fils et Georgiana vit avec eux. Quelques intimes arrivent déjà : le colonel Fitzwilliam, Mr et Mrs Bennet qu'accompagne Mr Alveston, jeune et brillant avocat ami des Bingley qui courtise Georgiana. Dans la soirée le colonel sort à cheval. Peu après déboule une voiture, d'où jaillit une Lydia hystérique, hurlant qu'on a tué son mari dans les bois. Le cocher confirme avoir entendu deux coups de feu. Darcy monte une expédition qui trouve finalement Wickham hagard, tenant le corps ensanglanté de Denny dans ses bras, s'accusant d'être responsable de sa mort. Mais pourquoi Denny a-t-il quitté la voiture en plein bois, poursuivi par Wickham ? C'est maintenant à la justice de faire la vérité : Darcy part dans la nuit prévenir Sir Selwyn Hardcastle, le magistrat le plus proche.

## Fiche technique

### Distribution
- Fitzwilliam Darcy : Matthew Rhys

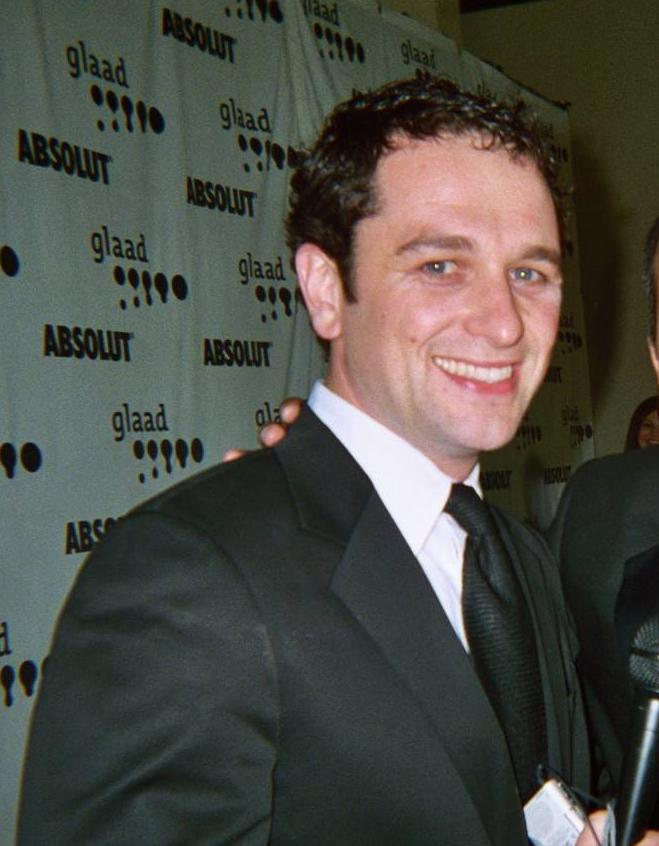
Matthew Rhys (Darcy)

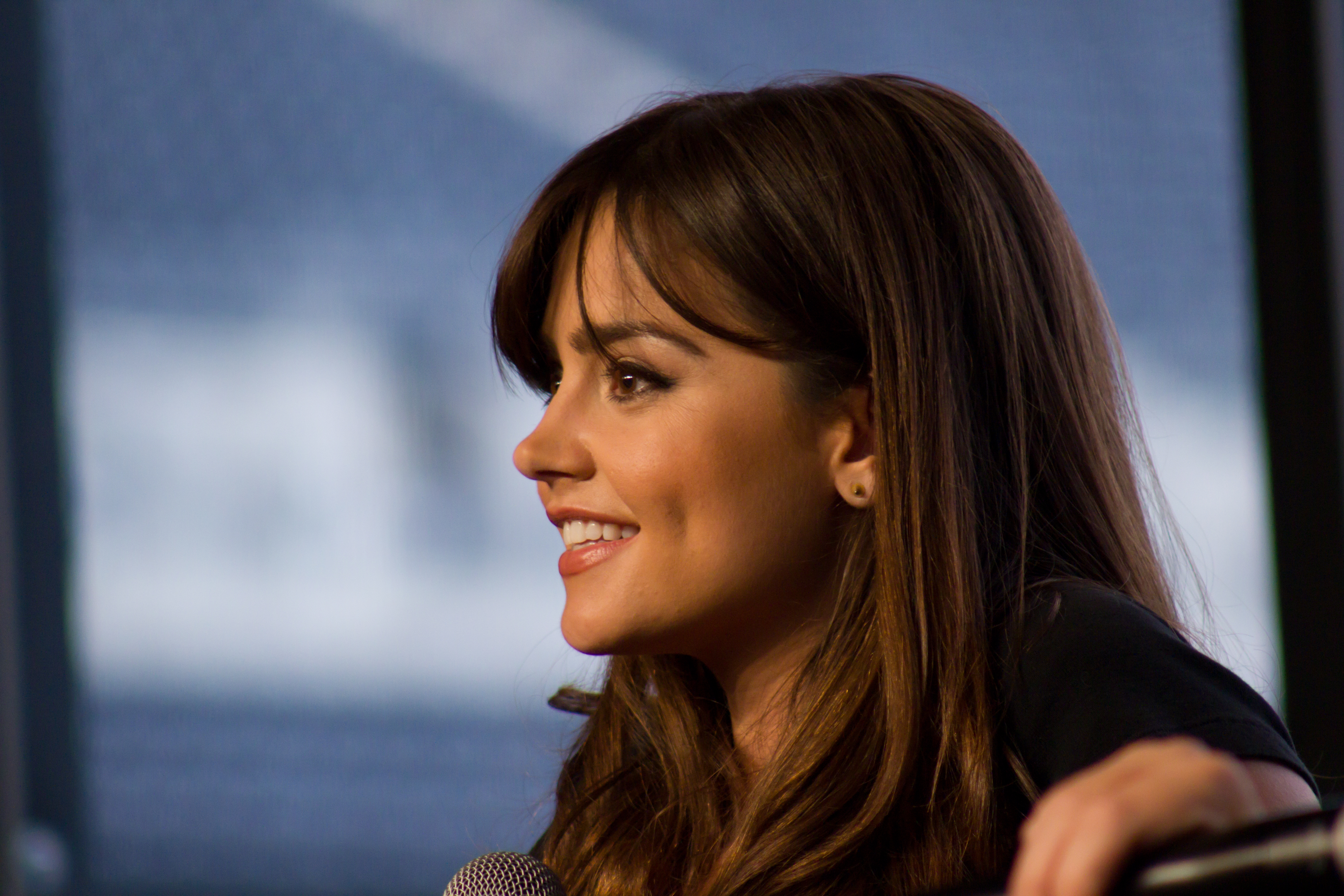
Jenna Coleman (Lydia)

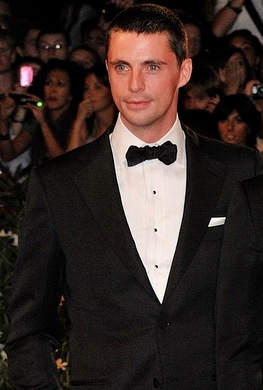
Matthew Goode (Wickham)

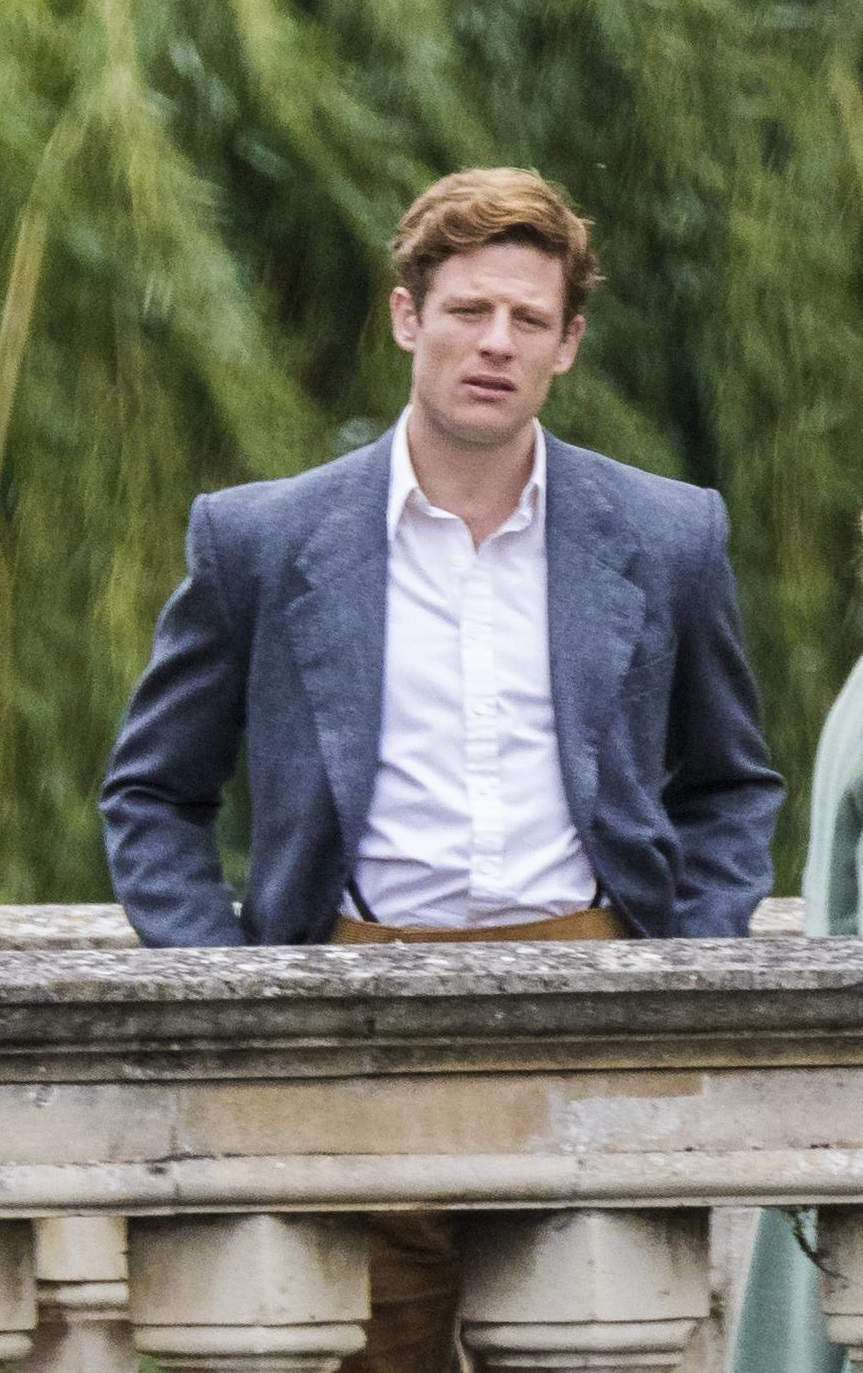
James Norton (Alveston)

- Elizabeth Darcy : Anna Maxwell Martin
- George Wickham : Matthew Goode
- Lydia Wickham : Jenna Coleman
- Colonel Fitzwilliam : Tom Ward (en)
- Georgiana Darcy : Eleanor Tomlinson
- Jane Bingley : Alexandra Moen (en)
- Mr Bennet : James Fleet
- Mrs Bennet : Rebecca Front
- Mrs Reynolds: Joanna Scanlan
- Lady Catherine de Bourgh : Penelope Keith (en)
- Sir Selwyn Hardcastle : Trevor Eve
- Henry Alveston : James Norton
- Louisa Bidwell : Nichola Burley
- Mr Bidwell : Philip Martin Brown
- Dr McFee : Kevin Eldon (en)
- Mrs Bidwell : Jennifer Hennessy (en)
- Mrs Younge : Mariah Gale (en)
- Le révérend Percival Oliphant : Stephen Casey
- Le capitaine Martin Denny : Tom Canton

### Équipe technique
- Scénariste : Juliette Towhidi
- Réalisateur : Daniel Percival (en)
- producteurs : Eliza Mellor, David M. Thompson (Origin Pictures)
- Producteurs exécutifs : Ed Rubin (Origin Pictures), Polly Hill (BBC), Hugo Heppell (Screen Yorkshire)
- Directeur de la photographie : Steve Lawes
- Costumes : Marianne Agertoft
- Maquillage : Oonagh Bagley, Carolyn Cousins
- Musique originale : Bob Locke et Tim Norfolk (The Insects (en))
- Compagnies de production : BBC Drama Productions, Origin Pictures et Screen Yorkshire

## Production

### Attribution des rôles
Plusieurs noms ont été suggérés pour le rôle de Darcy, dont celui de Dan Stevens. La liste des acteurs choisis par le responsable du casting, Gary Davy, est dévoilée le 18 juin 2013 : les rôles principaux sont tenus par Anna Maxwell Martin (Elizabeth), Matthew Rhys (Darcy) et Matthew Goode (Wickham). Tom Ward (le colonel Fitzwilliam) est le seul à avoir déjà joué dans une adaptation de Pride and Prejudice, tenant le petit rôle du lieutenant Chamberlayne dans l'adaptation de 1995.

### Le tournage
Le tournage débute en juin 2013, dans divers « extérieurs » du Yorkshire et du Derbyshire, avec le soutien financier de Screen Yorkshire, l'agence cinématographique régionale. Les façades, pelouses et plans d'eau de Chatsworth House, dans le Derbyshire, sont utilisés pour l'extérieur de Pemberley ; les scènes d'intérieur sont tournées en partie à Chatsworth House (le grand escalier, la salle à manger), mais aussi dans le Yorkshire, au château Howard (le hall d'entrée, le salon cramoisi et le salon turquoise, une chambre) et à Harewood House (la galerie).
Divers sites appartenant au National Trust sont utilisés, comme les bois de Hardcastle Crags, avec les rives de l'Hebden (le lieu du crime), le Parc de Studley Royal et les ruines de Fountains Abbey (la transaction entre Mrs Younge, Denny et Louisa). Des scènes sont tournées à York, dans la cathédrale, la maison du trésorier et à St William's College. La chaumière habitée par les Bidwell se trouve dans le Ryedale Open Air Folk Museum (musée folklorique) de Hutton-le-Hole dans le district de Ryedale. Le procès de Wickham est tourné dans la salle d'audience d'époque georgienne du Guildhall de Beverley. Plusieurs scènes sont tournées dans le cadre du Musée du château d'York, tandis que les potences sont érigées dans le site du château, devant le bâtiment de la Cour de la Couronne.

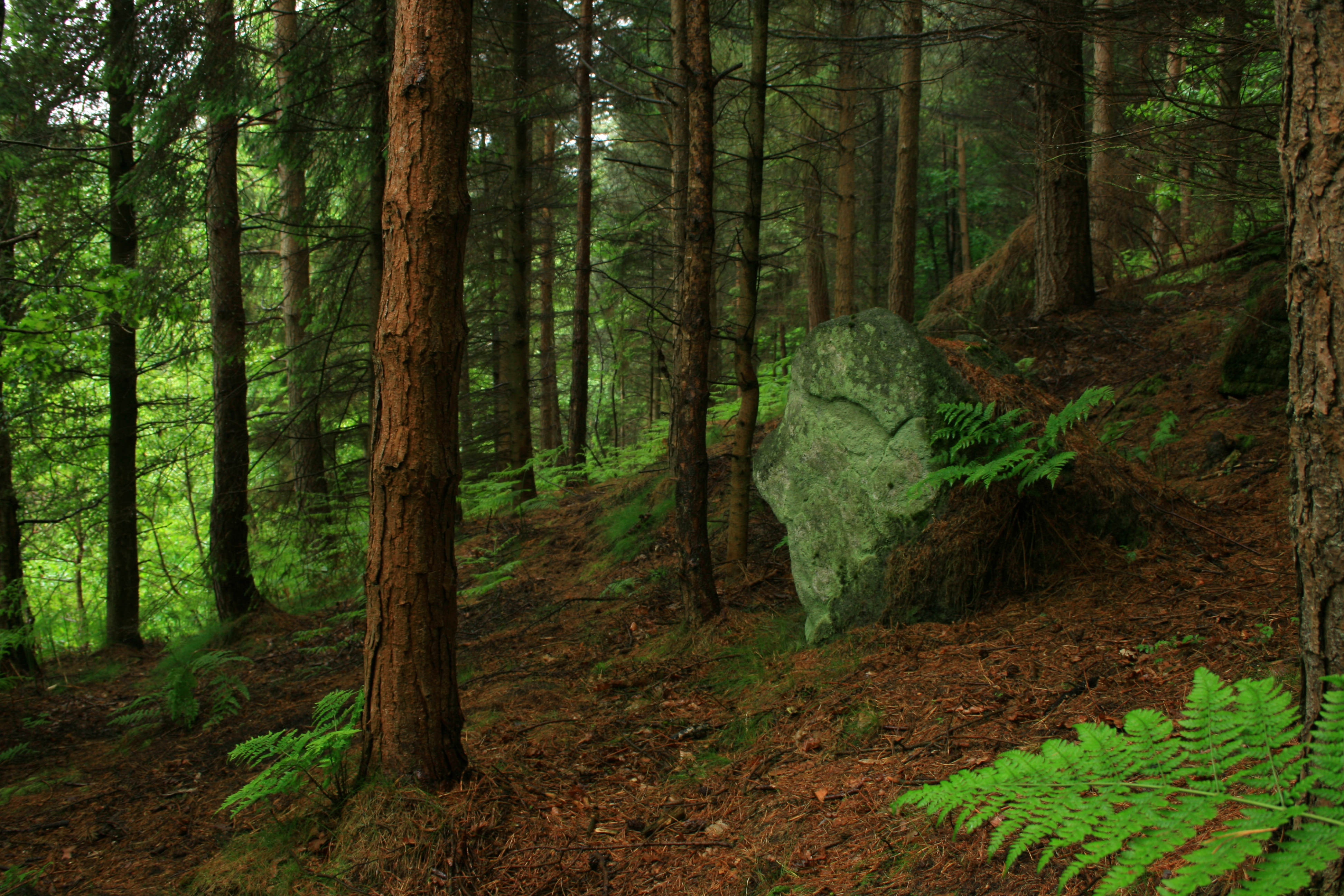
Bois à Hardcastle Crags
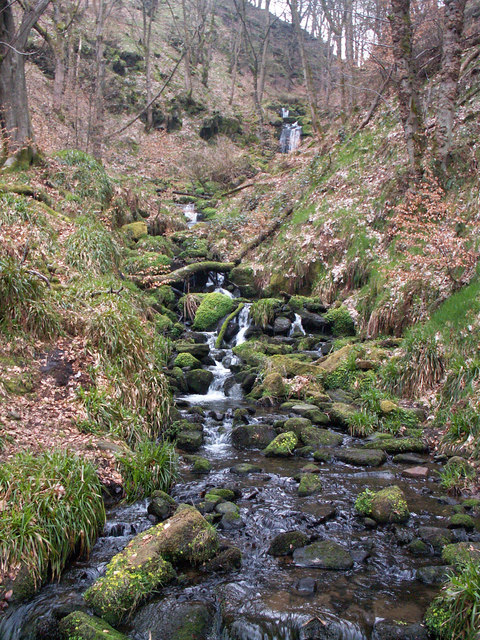
cascade à Hardcastle Crags
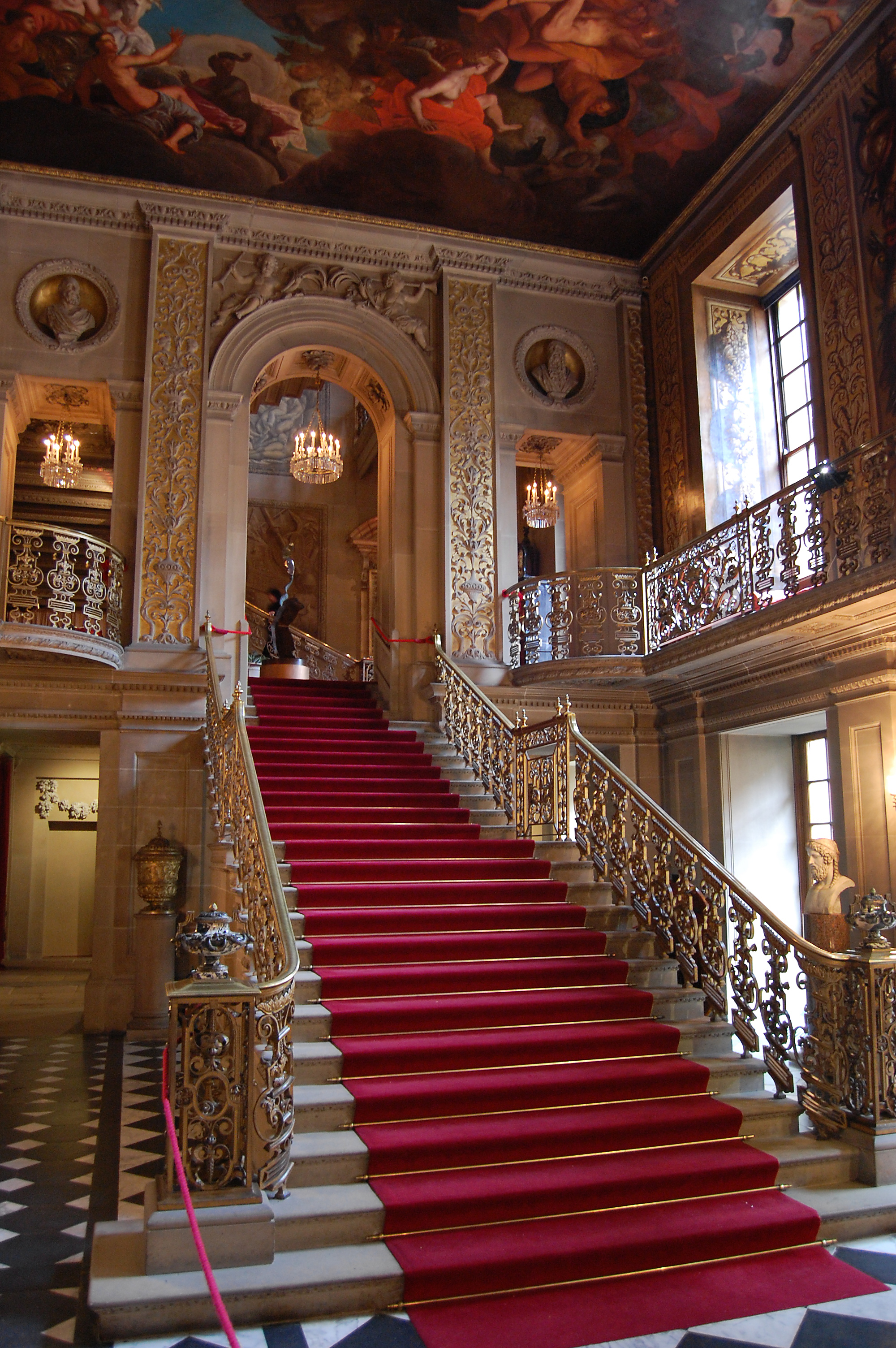
Le grand escalier de Chatsworth House
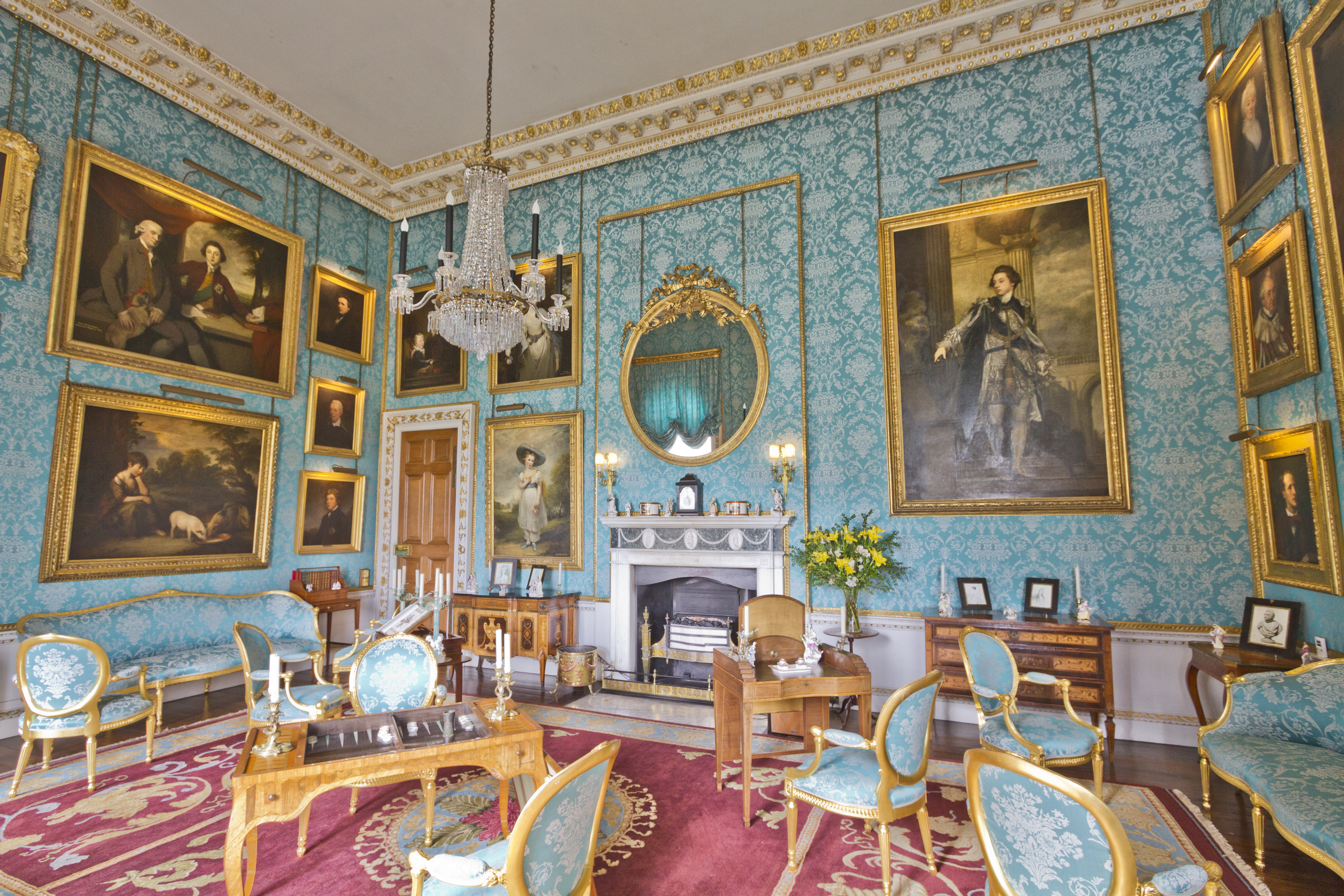
Le salon turquoise du château Howard
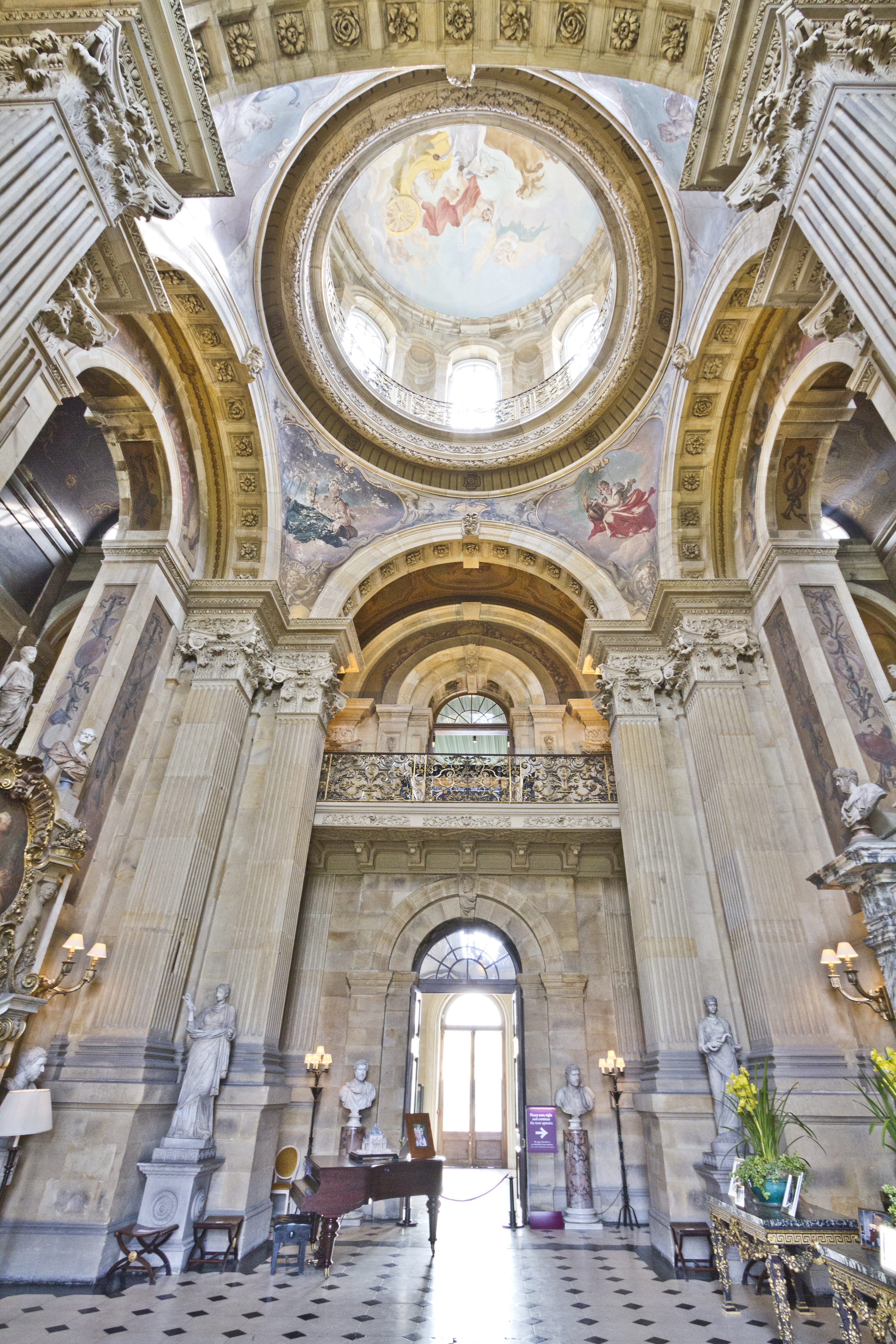
Le grand hall d'entrée du château Howard
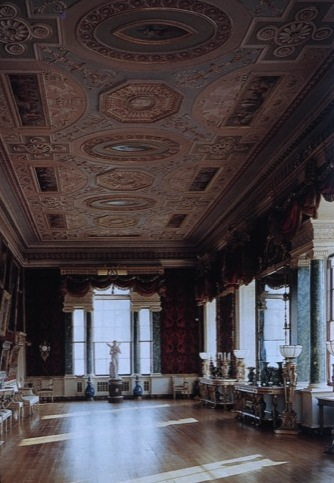
La galerie de Harewood House
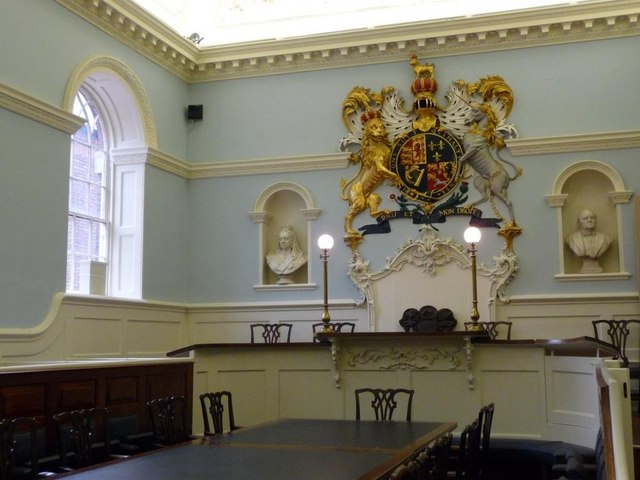
Guildhall de Beverley (salle d'audience)
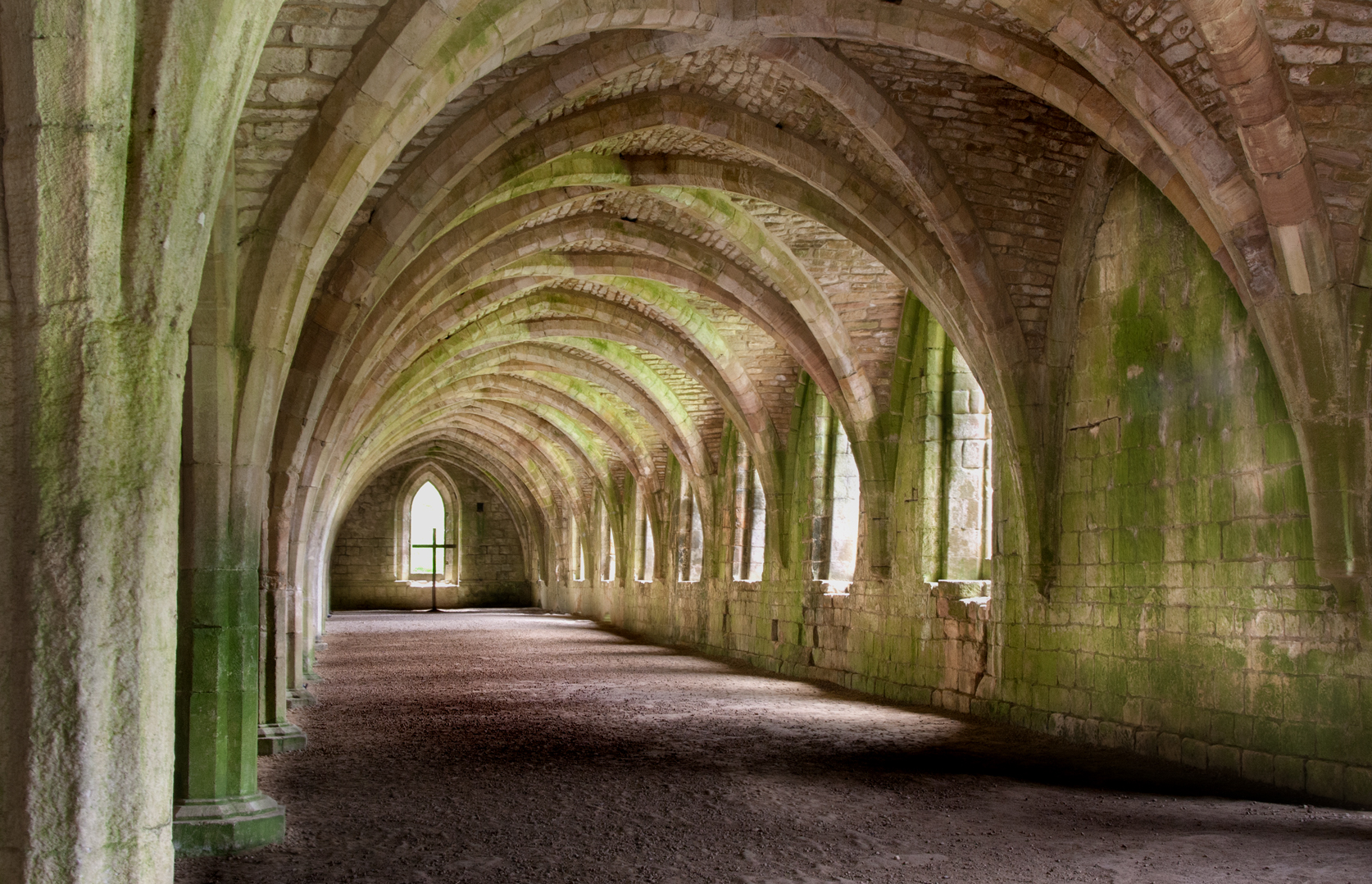
Cellier des moines à Fountains Abbey
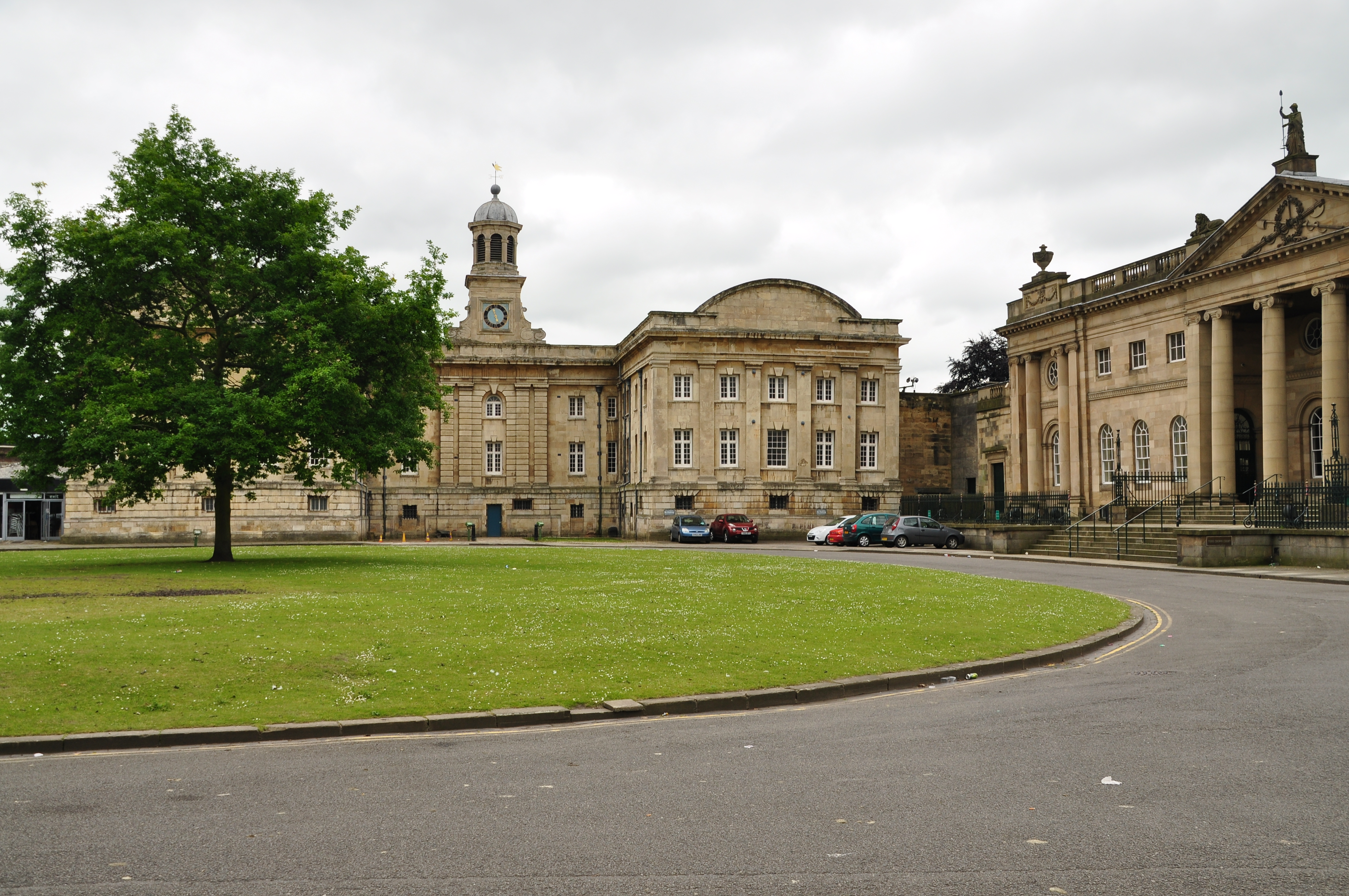
Cour centrale du Musée du château d'York